# Louis Arthur Russell
Louis Arthur Russell (Newark, 1854 - ?, 1925) fou un organista, compositor i musicòleg nord-americà.
Estudià a Londres i després fou nomenat organista i mestre de cors de l'església presbiteriana de la seva ciutat natal, càrrecs que desenvolupà durant disset anys. A Newark organitzà l'Orquestra Simfònica, i la dirigí fins quasi el final de la seva vida i en la que donà conèixer moltes obres de compositors americans.
Entre les seves obres figuren un bon nombre de composicions per a piano, així com una Suite per a orquestra i una Rapsòdia pastoral per a solo, cor i orquestra.
Entre les seves obres didàctiques cal mencionar: A Practical Course in Pianoforte Technic; English Diction for Song and Speech; Commonplaces of Vocal Art; Philosophy of Singing; How to Read Modern Music; The Embellishments of Music, i A Popular Course in Music Theory. A més, va col·laborar en les revistes més importants musicals americanes.